# Magyar sörlexikon
A Magyar sörlexikon egy 2 kötetes kiadvány egyik kötete, a másik kötet a Nagy sörlexikon. A két kötetet összefoglaló kiadvány címe az 500 sör a világ legjobbjaiból.
A Borsodi Sörgyár Zrt. és az FHM magazin promóciós céllal jelentette meg Magyarországon. Az eredeti kiadvány, mely 1 kötetből áll (Nagy sörlexikon – eredeti cím: Great Beer Guide) díszdobozba került, és megkapta a kizárólag magyar söröket feldolgozó művet, a Magyar sörlexikont.